# Antitrochalus abyssinicus
Antitrochalus abyssinicus är en skalbaggsart som beskrevs av Brenske 1902. Antitrochalus abyssinicus ingår i släktet Antitrochalus och familjen Melolonthidae. Inga underarter finns listade i Catalogue of Life.